# Bertrand Meyer
Bertrand Meyer is in 1950 geboren in Frankrijk. Hij is de bedenker van de Eiffel programmeertaal en de Design by Contract methodiek.
Een van de doelen die Meyer nastreeft is dat van simpele, elegante en gebruikersvriendelijke programmeertalen. Hij was een van de eerste en meest uitgesproken voorstanders van objectgeoriënteerd programmeren (OOP). Zijn boek "Object-Oriented Software Construction" wordt vaak gezien als het beste waar het gaat om promotie van OOP.
Meyer verkreeg de graad van bachelor aan de École Polytechnique in Parijs. Zijn mastergraad verkreeg hij aan de Stanford University, waarna hij promoveerde aan de Université de Nancy in Nancy.

## Publicaties
- "Introduction to the Theory of Programming Languages"
Prentice Hall
1990
ISBN 0134985109
- "Eiffel: The Language"
Prentice Hall
Second revised printing, 1992
ISBN 0132479257
- "An Object-Oriented Environment: Principles and Application"
Prentice Hall
1994
ISBN 0132455072
- "Reusable Software: The Base Object-Oriented Component Libraries"
Prentice Hall
1994
ISBN 0132454998
- "Object Success: A Manager's Guide to Object-Orientation, its Impact on the Corporation, and its Use for Reengineering the Software Process"
Prentice Hall
1995
ISBN 0131928333
- "Object-Oriented Software Construction"
Prentice Hall
second edition, January 1997
ISBN 0136291554